# Opowieści zasłyszane
Opowieści zasłyszane (ang. Tales of Hearsay) – zbiór czterech wcześniej niepublikowanych opowiadań Josepha Conrada wydany pośmiertnie w 1925. 
W Polsce zbiór wydany w 1928 w ramach Pism zbiorowych z przedmową Stefana Żeromskiego, w tłumaczeniu Teresy Sapieżyny i Stanisława Wyrzykowskiego. 

## Zawartość
- Dusza wojownika (The Warrior's Soul), po raz pierwszy opublikowane w „Land and Water” w 1917
- Książę Roman (Prince Roman), po raz pierwszy opublikowane w „The Oxford and Cambridge Review” w 1911
- Opowieść (The Tale), po raz pierwszy opublikowane w „The Strand Magazine” w 1917
- Czarny oficer (The Black Mate), po raz pierwszy opublikowane w „The London Magazine” w 1908

Zawarte w tomie opowiadanie The Black Mate było tłumaczone jako: Czarny oficer lub Czarny sternik.
Opowiadanie Książę Roman poświęcone było postaci księcia Romana Sanguszki.